# Palythoa durbanensis
Palythoa durbanensis is een Zoanthideasoort uit de familie van de Sphenopidae. De wetenschappelijke naam van de soort is voor het eerst geldig gepubliceerd in 1938 door Carlgren.